# Gupta-Familie
Die Gupta-Familie (englisch: Gupta family oder kurz Guptas) ist ein Familienverband indischer Abstammung, der seit 1993 in Südafrika lebte und das Land infolge strafrechtlicher Ermittlungen wieder verließ. Zu ihm gehören unter anderem die Brüder Ajay, Atul und Rajesh „Tony“ Gupta und Atuls Neffe Varun Gupta. Sie sind durch ihre wirtschaftlichen Aktivitäten und engen Beziehungen zum früheren südafrikanischen Präsidenten Jacob Zuma, dessen Familie und mehreren Politikern bekannt, die häufig als State capture (etwa: „Übernahme des Staates“) bezeichnet werden.

## Geschichte

### Anfänge in Südafrika
Die Familie wuchs in relativ bescheidenen Verhältnissen in Saharanpur in der indischen Provinz Uttar Pradesh auf, wo der Vater der drei Brüder als Kleinunternehmer tätig war. Die drei Brüder und der Neffe zogen 1993, kurz vor den ersten freien Wahlen Südafrikas, nach Johannesburg. Anfangs bauten sie das Unternehmen Sahara Computers auf; in der Folge erwarben oder gründeten sie zahlreiche weitere meist südafrikanische Unternehmen. Laut dem südafrikanischen Autor Pieter-Louis Myburgh hatten sie ab 2000 engere Kontakte zu Präsident Thabo Mbeki und dem Minister des Präsidentenamts Essop Pahad, beide African National Congress (ANC).
2003 traf der spätere Präsident Jacob Zuma erstmals die Gupta-Familie an deren Wohnsitz im Johannesburger Stadtteil Saxonwold. Die Familie unterstützte in den Folgejahren Zuma, der 2009 die Präsidentschaft übernahm, in innerparteilichen Auseinandersetzungen des ANC. Zumas vierte Ehefrau Bongi Ngema-Zuma wurde von den Guptas angestellt. Zumas Sohn Duduzane Zuma wurde Direktor von sechs Gupta-Firmen, Zumas Tochter Duduzile Zuma wurde Direktorin bei Sahara Computers.

### Erste kritische öffentliche Wahrnehmung
Im Jahr 2009 wurden die westlichen Geheimdienste MI6 und CIA auf die Guptas aufmerksam, weil sie eines der größten Uranbergwerke Südafrikas kaufen wollten. 2013 gerieten die Guptas in die Schlagzeilen, als bekannt wurde, dass sie mit Genehmigung der Regierung mit Hochzeitsgästen aus Indien auf dem streng abgeschirmten Militärflughafen Waterkloof gelandet waren. Zuma, der ebenfalls zur Hochzeit der Gupta-Nichte eingeladen war, sagte aufgrund der Kritik ab. Die zahlreichen Enthüllungen der Einflussnahme der Guptas auf die Staatsgeschäfte werden seither als Guptagate bezeichnet.
2014 erhielten Atul Gupta und sein angeblicher Neffe Essa Omar Aziz – später als Salim Essa identifiziert – Diplomatenpässe des benachbarten Königreichs Lesotho. Sie fungierten dort als Ratgeber der Regierung von Thomas Thabane (All Basotho Convention). Die nachfolgende Regierung unter Bethuel Pakalitha Mosisili erklärte die Pässe im Jahr 2015 für ungültig.
Im Jahr 2015 wurde in Südafrika die Partei Black First Land First (BLF) als Abspaltung der oppositionellen Economic Freedom Fighters (EFF) gegründet. Berichten zufolge wird die BLF von den Guptas finanziert und beeinflusst. Die BLF bestreitet dies.

### 2016 bis April 2017
2016 gaben mehrere ANC-Politiker an, dass ihnen von den Guptas Ministerämter angeboten worden seien. So behauptete Vytjie Mentor, dass sie 2010 anstelle von Barbara Hogan Ministerin für öffentliche Unternehmen (Minister for Public Enterprises) werden sollte, falls die Gupta-eigene Jet Airways Flugrechte nach Indien erhielte. Sie lehnte dies ab, Hogan wurde trotzdem kurz darauf entlassen. Ebenso lehnte der stellvertretende Finanzminister Mcebisi Jonas im Jahr 2015 ab, Nhlanhla Nene zu ersetzen; Nene wurde ebenso kurz darauf entlassen, während der Gupta-treue Des van Rooyen kurzfristig Finanzminister wurde. Die Gupta-Familie wies die Vorwürfe zurück.
Vier Großbanken brachen im Februar 2016 ihre Geschäftsbeziehungen zu den Guptas ab. Atul und Varun Gupta gaben daraufhin an, zurücktreten zu wollen, Duduzane Zuma verließ seine Direktorenposten, die Gupta-Brüder kehrten jedoch später von einem längeren Aufenthalt in Dubai nach Südafrika zurück.
Ebenfalls 2016 engagierte die Familie für die Dachgesellschaft Oakbay Investments die britische Public-Relations-Firma Bell Pottinger für eine Image-Kampagne. Im April 2017 beendete Bell Pottinger die Zusammenarbeit, nachdem die Sunday Times berichtet hatte, dass diese Zusammenarbeit zum Schüren rassistischer Spannungen – angeblich herrsche ein „weißer“ Monopolkapitalismus – und zur Vorbereitung eines Kaufs Gupta-kritischer Presseorgane wie der Mail & Guardian genutzt werden sollte. Bell Pottinger musste sich im August 2017 für seine Aktivitäten auf Antrag der südafrikanischen Democratic Alliance im Vereinigten Königreich verantworten. Daraufhin musste der Vorstandsvorsitzende des Unternehmens zurücktreten; der britische Zweig des Unternehmens musste nach dem Verlust mehrerer Kunden seinen Betrieb einstellen.

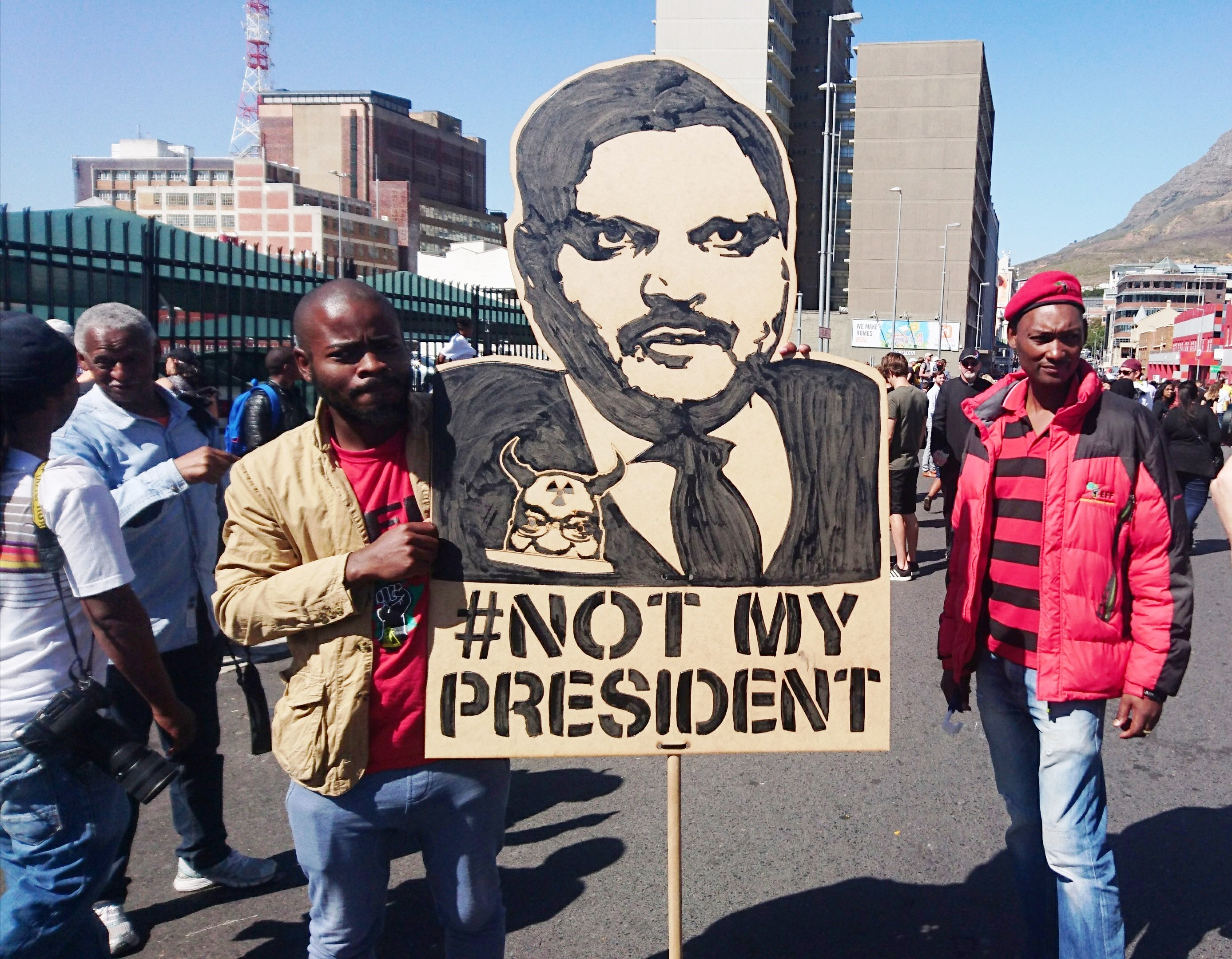
Demonstration von EFF-Mitgliedern im April 2017 gegen Zuma und die Gupta-Familie, hier mit Bild von Atul Gupta

2016 starteten die EFF die Kampagne Zupta must fall, die auf das Zusammenwirken von Präsident Zuma mit der Gupta-Familie abzielt. Sie kritisierte die Gupta-Familie als „kolonialistisch“ und warf Zuma vor, „oberster Kolonialadministrator“ zu sein. Südafrikas Vizepräsident Cyril Ramaphosa – wie Zuma ANC-Mitglied – wies darauf hin, dass seine Partei „nicht zum Verkauf“ stünde.
Im November 2016 wurde ein Bericht der Public protector Thuli Madonsela veröffentlicht, der die „Übernahme des Staates“ (im Original state capture bzw. gemäß Titel des Berichts state of capture) der Guptas dokumentierte und eine unabhängige richterliche Untersuchungskommission forderte, die spätestens 30 Tage nach Veröffentlichung des Berichts einzurichten sei und binnen weiterer 180 Tagen eine Entscheidung vorlegen solle. Zuma und van Rooyen versuchten, dies gerichtlich zu verhindern, die Anträge wurden aber zurückgewiesen oder zurückgezogen.
Im März 2017 kam es zu einer Kabinettsumbildung, bei der unter anderem Finanzminister Pravin Gordhan ersetzt wurde. Er galt als Gegner des umstrittenen Projekts zum Bau von acht Atomkraftwerken in Südafrika durch den russischen Konzern Rosatom. Von dem Bau hätte auch die Gupta-Familie über ihre Uranbergwerke profitiert.

### Veröffentlichungen von E-Mails („Guptaleaks“) und weitere Enthüllungen
Im Mai 2017 wurden durch Whistleblower zahlreiche E-Mails veröffentlicht, die die Einflussnahme der Guptas auf die Besetzung von Kabinettsposten, darunter die Förderung von Mosebenzi Zwane, inzwischen Minister für mineralische Rohstoffe (Minister for mineral resources), auf Entscheidungen maßgeblicher Politiker sowie auf Staatsunternehmen wie Eskom und Transnet dokumentieren. So ergab sich aus den E-Mails, dass Zwane in seiner Zeit in der Provinzverwaltung des Freistaats Mittel aus einem Milchversorgungsprojekt nutzte, um damit die Hochzeit der Gupta-Nichte im Jahr 2013 mitzufinanzieren. Außerdem flog er den E-Mails zufolge kurz nach seiner Ernennung zum Minister in die Schweiz, um den Kauf von Optimum Coal von Glencore durch das Gupta-Unternehmen Tegeta Exploration and Resources einzufädeln. Die mit dem ANC verbündete South African Communist Party (SACP) verbat sich daraufhin Zumas Teilnahme am Parteitag im Juli 2017; stattdessen kritisierte dort Ramaphosa die Vorfälle scharf und forderte eine Untersuchung.
Ein anschließendes Misstrauensvotum gegen Zuma im August 2017 überstand dieser, obwohl etwa 25 bis 30 der 249 ANC-Parlamentarier gegen ihn gestimmt hatten.
Im August 2017 beendete das staatliche südafrikanische Rüstungsunternehmen Denel seine Zusammenarbeit mit dem Unternehmen VR Laser Asia, das von Salim Essa geführt wurde. Auch die indische Bank of Baroda plante 2017, ihre Verbindung mit den Gupta-Unternehmen zu beenden und das Land zu verlassen. Sie wurden aber im Oktober zur Fortsetzung verpflichtet, da die Unternehmensgruppe sonst keine inländische Bank zur Ausübung ihrer Geschäftstätigkeiten gehabt hätte. Im März 2018 wurde der Bank gerichtlich gestattet, ihre Geschäftstätigkeit in Südafrika einzustellen.
Im Zuge der veröffentlichten E-Mails wurden im September 2017 weitere Vorwürfe bekannt: Die Wirtschaftsprüfungsgesellschaft KPMG hatte illegale Transaktionen bei der Finanzierung der Gupta-Hochzeit 2013 gedeckt, während die Unternehmensberater von McKinsey offenbar in illegale Transaktionen an Eskom verstrickt sind. Dabei zahlte Eskom 1,6 Milliarden Rand – rund 100 Millionen Euro, Stand September 2017 – an McKinsey und die den Guptas über Salim Essa nahestehende Trillian Capital Holdings für angebliche Beratertätigkeiten. Im Oktober 2017 bestätigte das deutsche Software-Unternehmen SAP, dass es Unternehmen der Gupta-Familie zwischen Dezember 2015 und November 2016 zehn Prozent Provision für Geschäfte mit Transnet und Eskom bezahlt hatte; mehrere SAP-Manager wurden entlassen.
Auch die Passenger Rail Agency of South Africa (PRASA) war nach Angaben eines führenden Mitarbeiters der PRASA ein Ziel der Bemühungen der Gupta-Familie und Duduzane Zumas um illegale Aufträge von Staatsfirmen.
Im Dezember 2017 bekanntgewordene Vorwürfe betrafen Aktionen in Lesotho: Während ihrer Zeit als Ratgeber der Thabane-Regierung im Jahr 2014 erreichten sie, dass ihrem Unternehmen Tequesta Group – ein bis dahin nicht im Bergbau aktives Unternehmen – die Diamantenmine Mothae zugesprochen wurde. Zuvor war die Konzession des Vorbesitzers vorzeitig entzogen worden. Thabanes Sohn Potlako Thabane wurde – analog zu den Vorgängen in Südafrika – eine Stellung im Unternehmen angeboten. Mehrere Quellen berichten, dass die Guptas den Wahlkampf Thabanes vor der Wahl 2015 mitfinanziert haben sollen. Thabane wurde jedoch nicht Premierminister, so dass die Guptas die Rechte an der Mine wieder verloren. Nach Pressemeldungen unterstützte die Gupta-Familie auch Thabanes Wahlkampf 2017 finanziell.
Das Unternehmen Trillian verhandelte 2016 auch mit der Regierung Swasilands über den Bau des Kongresszentrums International Convention Centre und zweier Luxushotels, außerdem über Pläne etwa zur Entwicklung des Landes als Steueroase. Die Verhandlungen wurden von dem südafrikanischen Ex-Minister und Trillian-Mitarbeiter Tokyo Sexwale vorbereitet; der Vorstand des Unternehmens traf sich unter anderem mit König Mswati III. und dem damaligen Finanzminister Swasilands, Martin Dlamini. Dabei wurden Parallelen zum Vorgehen im Zusammenhang mit der State Capture in Südafrika erkennbar.

### Gegenmaßnahmen und Strafverfolgung
Im Januar 2018 erhielt die Asset Forfeiture Unit (AFU) von der Gauteng Division of the High Court of South Africa das Mandat, Vermögen von McKinsey, der Trillian-Gruppe und einigen Individuen zu beschlagnahmen.
Für den 14. Februar 2018 wurden mehrere Mitglieder der Familie von der National Prosecuting Authority vorgeladen. Ajay Gupta erschien nicht; er wird seither als Flüchtiger bezeichnet und mit Haftbefehl gesucht. Auch Atul und Rajesh Gupta, ihre Ehefrauen und weitere Mitarbeiter der Unternehmensgruppe, bis zu seiner Festnahme und Anklage wegen Korruption im Juli 2018 auch Duduzane Zuma, werden polizeilich gesucht. Wie Anfang März bekannt wurde, wurden auch gegen sie Haftbefehle ausgestellt.
Ebenfalls am 14. Februar erklärte Zuma seinen Rücktritt, nachdem der ANC ihm mit einem Misstrauensvotum gedroht hatte.
Ajay und Atul Gupta wurden aufgefordert, sich persönlich bis Anfang April 2018 in Indien zu steuerrechtlichen Vorwürfen zu äußern. Mehrere Unternehmen des Konzerns wurden unter Aufsicht von staatlich bestellten Verwaltern (business rescue operators) gestellt. Die Strafverfolgungsbehörden in Dubai wurden von Südafrika aufgefordert, Vermögen der Gupta-Familie von fast 160 Millionen Rand sicherzustellen. Atul Gupta hielt sich im Februar 2018 in Dubai auf, um ein Affidavit abzugeben.
Eine von Richter Raymond Zondo geleitete Kommission zur Untersuchung der State Capture wurde im August 2018 eingerichtet. Ajay Gupta bot der Kommission an, von Dubai aus Aussagen zu machen, die angeblich seine Unschuld bezeugen würden. Die Kommission bestand aber auf einem persönlichen Erscheinen. Auch 2019 hielt sich die Familie in Dubai bzw. Abu Dhabi auf, während zahlreiche südafrikanische Angestellte von Gupta-Unternehmen keinen Lohn erhielten.

### Weitere Folgen
Am 9. Oktober 2018 trat der südafrikanische Finanzminister Nhlanhla Nene zurück. Zuvor war bekannt geworden, dass er sich zwischen 2010 und 2013, entgegen früheren Aussagen, mehrfach mit den Gupta-Brüdern getroffen hatte, auch in deren Haus in Johannesburg-Saxonwold.

## Unternehmen
Zu den Unternehmen gehören unter anderem
- Black Edge Exploration
- Confident Concepts
- Islandsite Investment 180 (Versicherungen)
- JCI Mining Services
- Oakbay Resources and Energy (Uran- und Goldabbau und -verarbeitung; 2014 bis 2017 an der Johannesburg Stock Exchange notiert)
- Scipio Technologies
- VR Laser Services (Stahlerzeugung; je 25 % halten die Guptas und Duduzane Zuma)
- Beteiligung an Jet Airways
- Beteiligung an der V&A Waterfront, Kapstadt

Ehemalige Unternehmen:

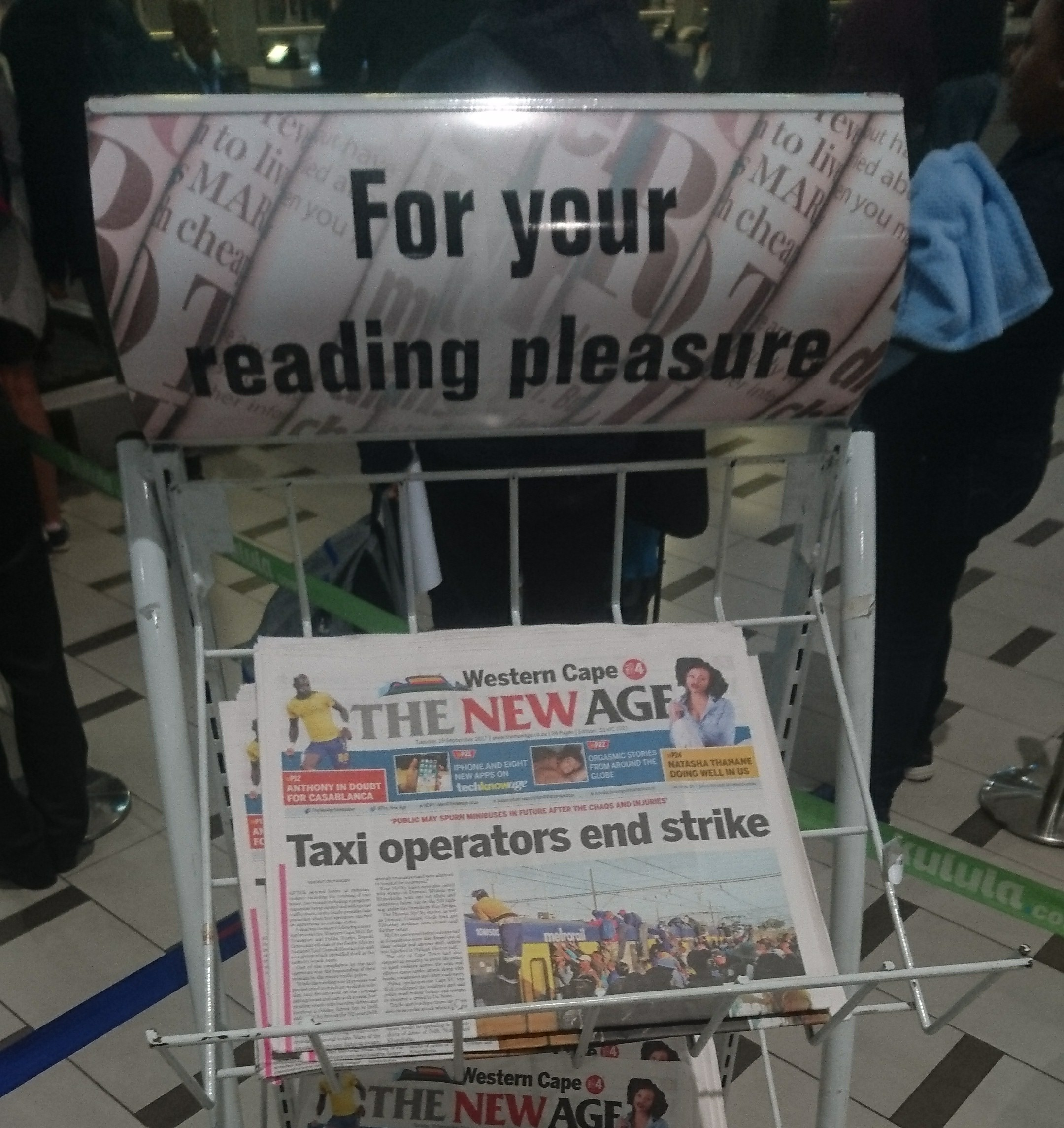
Ausgabe der Tageszeitung The New Age

- TNA Media (gab unter anderem ab 2010 die Tageszeitung The New Age heraus und betrieb den 24-Stunden-Nachrichten-Kanal ANN7, African News Network), im August 2017 verkauft an den Zuma-treuen Unternehmer Mzwanele Manyi[55]
- Tegeta Exploration and Resources (2017 für 2,97 Milliarden Rand an die Schweizer Handelsfirma „für Kleidung und Schuhe“ Charles King SA verkauft)[56]

Seit 2006 fungiert Oakbay Investments als Dachgesellschaft.
Im Geschäftsjahr 2015/2016 erzielte die Firmengruppe einen Umsatz von 2,62 Milliarden Rand.

## Wohnorte
Die Familie lebte bis zu ihrem Untertauchen in den Sahara Estates im Johannesburger Stadtteil Saxonwold und in Dubai (Vereinigte Arabische Emirate).